# Jean Donneau de Visé
Jean Donneau de Visé (* 3. oder 4. Dezember 1638 in Paris; † 8. Juli 1710 in Paris) war ein französischer Schriftsteller und Publizist, Begründer des Mercure de France.

## Leben
Jean Donneau de Visé war der Sohn von Antoine Donneau, einem Offizier im Dienste des Königs, und Claude Gaboury. Er wurde am 5. Dezember 1638 in der Pfarrkirche Saint-Germain-l’Auxerrois getauft und verbrachte sein ganzes Leben in Paris. Seine literarische Karriere begann 1662 mit Kritiken über Pierre Corneille und Molière, dem er nach der Veröffentlichung der Schule der Frauen Obszönität und moralische Zügellosigkeit vorwarf. Er versöhnte sich jedoch mit Molière, der 1665 seine erste Komödie La Mère coquette ou les Amants brouillés („Die kokette Mutter oder die zerstrittenen Liebhaber“) im Palais Royal aufführte. Ab 1670 verfasste er Tragödien mit überraschenden Maschineneffekten, die erfolgreich aufgenommen wurden. Die Stücke, die er nach Molières Tod zusammen mit Thomas Corneille für das Théâtre Guénégaud schrieb: Circé (1675) und La Devineresse („Die Zauberin“, 1679) wurden zu wahren Triumphen und bescherten der Theatertruppe hohe Einnahmen. Neben seinen Bühnenwerken veröffentlichte er die Nouvelles galantes et comiques (1669), eine Sammlung von kurzen galanten Novellen. Ab 1672 sicherte er sich als Herausgeber des Mercure galant, der zunächst bis 1673 alle drei Monate und nach einer mehrjährigen Unterbrechung ab 1677 als Monatsschrift erschien, einen festen Platz im Pariser Literaturbetrieb. Nach einer fünfjährigen Wartezeit wurde er 1673 geadelt. In der Querelle des Anciens et des Modernes vertrat er jahrzehntelang die Partei der „Modernen“. Er konnte sich den Erfolg seiner Zeitung zunutze machen und erhielt 1681 einen Vertrag als offizieller Journalist und königlicher Historiograph. Er zählte zu den reichsten zeitgenössischen Schriftstellern in Frankreich, doch nachdem er auf eigene Kosten von 1697 bis 1703 eine zehnbändige Prachtausgabe der Memoiren über Ludwig XIV. veröffentlicht hatte, verschlechterten sich seine Finanzverhältnisse. 1705 bat er den König um die Errettung aus seiner misslichen finanziellen Lage. Er behielt jedoch die Leitung des Mercure bis im Mai 1710, unmittelbar vor seinem Tode.
Donneau de Visé war in erster Ehe seit 1670 mit Anne Picou verheiratet, Tochter eines Malers und königlichen Kammerdieners. Sie starb 1681, worauf der Witwer 1698 in zweiter Ehe Marie Catherine Le Hongre heiratete, Tochter eines Pariser Bildhauers. Das Paar hatte mehrere Kinder, über die jedoch nichts Näheres bekannt ist. Donneau de Visé erblindete 1706 und starb am 8. Juli 1710 im Pariser Louvre. Voltaire kritisierte seine Angriffe gegen Racine und bezeichnete in der Erzählung L’Ingénu (1767) seine Zeitschrift als „Exkremente der Literatur“.

## Bühnenwerke
- La Mère coquette ou les Amants brouillés (1665)
- Les Maris infidèles (1673)
- Les Amours de Vénus et d’Adonis (1685, mit Musik von Marc-Antoine Charpentier)
- Les Dames vengées, ou La Dupe de soi-même (1695)
- L’Aventurier (1696)
- Le Vieillard couru (1696)
- La Devineresse (1679)
- La Pierre philosophale (1680, mit Musik von Charpentier)
- L’Usurier (1685)

Mit Thomas Corneille
- Circé
- L’Inconnu (1673, Tragikomödie,  mit Musik von Charpentier)